# Euphaedra perseis
Euphaedra perseis är en fjärilsart som beskrevs av Dru Drury 1773. Euphaedra perseis ingår i släktet Euphaedra och familjen praktfjärilar. Inga underarter finns listade i Catalogue of Life.